# Ton Bruynèl
Ton Bruynèl (ur. 26 stycznia 1934 w Utrechcie, zm. 5 maja 1998 w Mailly) – holenderski kompozytor.

## Życiorys
Studiował w konserwatorium w Utrechcie u Wolfganga Wijdevelda (fortepian) oraz Henka Badingsa i Keesa van Baarena (kompozycja). Współpracował ze studiami muzyki elektronicznej Uniwersytetu w Utrechcie oraz Uniwersytetu Technicznego w Delfcie. W 1957 roku założył w Utrechcie własne studio muzyki elektronicznej. Większość jego utworów została napisana wyłącznie na taśmę lub z użyciem taśmy. Interesował się obrazowymi i dramaturgicznymi możliwościami wykorzystania muzyki elektronicznej.

## Wybrane kompozycje
(na podstawie materiałów źródłowych)
- Reflexen na bęben szamański (1961)
- utwory teatralne Resonance I (1960–1962) i Resonance II (1963)
- Relief na organy na taśmie 4-śladowej (1964)
- Mobile na taśmę stereo (1965)
- Milieu na organy na taśmie stereo (1965)
- partytura filmowa Freem (1965)
- Arc na organy dla 2 wykonawców i taśmę 4-śladową (1967)
- muzyka baletowa Décor na taśmę (1968)
- Mécanique na kwintet dęty drewniany i taśmę (1969)
- Sings na kwintet dęty drewniany i taśmę (1969)
- Ingredients na fortepian i taśmę (1970)
- Intra I na klarnet basowy i taśmę 2-śladową (1971)
- Mobile II na taśmę 2-śladową (1971)
- Elegy na taśmę 2-śladową i głos żeński ad libitum (1972)
- Looking Ears na klarnet basowy, fortepian i taśmę 2-śladową (1972)
- Phases na taśmę 4-śladową i orkiestrę (1975)
- Soft Song na obój i taśmę 2-śladową (1975)
- Dialogue na klarnet basowy i taśmę (1976)
- Translucent I na kwartet smyczkowy i taśmę (1977)
- Translucent II na kwartet smyczkowy i taśmę (1978)
- Toccare na fortepian i taśmę (1979)
- From the Tripod na głośniki, głosy żeńskie i publiczność (1981)
- John’s Lullaby na chór, taśmę i orkiestrę (1985)
- Continuation na chór i taśmę (1985)
- Nocturno en Pedraza na flet i taśmę (1988)
- Ascolta na solistów i chór (1989)
- Tarde na wiolonczelę (1992)
- La Jardin na flet altowy, klawesyn i głos żeński (1992)